# Zyraxes
Zyraxes est un roi gète. Crassus parvient après un court mais difficile siège à conquérir sa capitale Genucla en 29 av. J.-C. Zyraxes, s’était entretemps enfui en Scythie avec ses trésors pour demander de l’aide.

## Mentions chez les auteurs anciens
- Dion Cassius, LI, 26.

## Source
- Konrat Ziegler, « Zyraxes », RE, deuxième série, vol. 19, col. 861-862, 1972.